# Hold My Hand (Michael-Jackson-Lied)
Hold My Hand ist ein Lied des Musikers Michael Jackson mit Aliaune Thiam, Claude Kelly, Giorgio Tuinfort, das Jackson mit dem Sänger Akon als Duett aufnahm.

## Hintergrund
Das Lied wurde als erste Single aus dem Album Michael ausgekoppelt. Zunächst wurde das Lied im Jahr 2007 von Jackson aufgenommen und sollte die erste Single von Akons Album Freedom sein. Gemäß eigenen Wünschen Michael Jacksons, Hold My Hand als erste Single seines neuen Projektes zu veröffentlichen, wurde die Single am 15. November 2010 herausgebracht. Hold My Hand wurde nominiert als „Record of the Year“.

## Charts und Chartplatzierungen
In Deutschland und Neuseeland konnte sich die Single bis auf Platz 7 platzieren sowie in Österreich auf Position 9. Die Höchstpositionen konnte das Lied in Dänemark mit Platz 3 und in Italien mit Position 5 erobern. In weiteren Ländern wie der Schweiz und Schweden konnte das Lied die Positionen 9, bzw. 10 erreichen. In den deutschen Airplaycharts erreichte die Single für zwei Wochen die Spitzenposition.
| ChartsChartplatzierungen       | Höchstplatzierung | Wochen |
| ------------------------------ | ----------------- | ------ |
| Deutschland (GfK)              | 7 (15 Wo.)        | 15     |
| Österreich (Ö3)                | 9 (10 Wo.)        | 10     |
| Schweiz (IFPI)                 | 9 (11 Wo.)        | 11     |
| Vereinigtes Königreich (OCC)   | 10 (8 Wo.)        | 8      |
| Vereinigte Staaten (Billboard) | 39 (9 Wo.)        | 9      |

| ChartsJahrescharts (2010) | Platzierung |
| ------------------------- | ----------- |
| Deutschland (GfK)         | 91          |

## Auszeichnungen für Musikverkäufe
| Land/Region                  | Auszeichnungen für Musikverkäufe (Land/Region, Auszeichnung, Verkäufe) | Verkäufe  |
| ---------------------------- | ---------------------------------------------------------------------- | --------- |
| Dänemark (IFPI)              | Gold                                                                   | 45.000    |
| Deutschland (BVMI)           | Gold                                                                   | 150.000   |
| Italien (FIMI)               | Gold                                                                   | 15.000    |
| Kanada (MC)                  | Platin                                                                 | 80.000    |
| Neuseeland (RMNZ)            | Gold                                                                   | 7.500     |
| Schweden (IFPI)              | Platin                                                                 | 40.000    |
| Spanien (Promusicae)         | Gold                                                                   | 20.000    |
| Südkorea (KMCA)              | —                                                                      | 114.357   |
| Vereinigte Staaten (RIAA)    | Gold                                                                   | 500.000   |
| Vereinigtes Königreich (BPI) | Silber                                                                 | 200.000   |
| Insgesamt                    | 1× Silber · 6× Gold · 2× Platin ·                                      | 1.171.857 |

Hauptartikel: Michael Jackson/Auszeichnungen für Musikverkäufe